# Mezinárodní letiště el-Aríš
Mezinárodní letiště el-Aríš (arabsky  مطار العريش الدولي ‎) (IATA: AAC, ICAO: HEAR) je letiště v blízkosti el-Aríše v Egyptě.

## Provoz
Letiště je domovským pro Palestinian Airlines. V květnu 2012 společnost znovuzahájila provoz s dvěma lety týdně do Amánu, lety do Džiddy v Saúdské Arábii brzy následovaly.
Je to jedno z nejbližších letišť u Gazy; letiště el-Gora je o něco blíže, ale nemá žádné pravidelné letecké spoje. Palestinské aerolinie se přestěhovaly na Mezinárodní letiště el-Aríš poté, co bylo Mezinárodní letiště Jásira Arafata uvedeno mimo provoz zničením přistávací dráhy izraelskou armádou v roce 2001. Letiště bylo používáno především pro palestinské poutníky, kteří cestují na mezinárodní letiště Krále Fahda u Džiddy v Saúdské Arábii v rámci poutě Hadždž.
V roce 2011 letiště odbavilo 5.991 cestujících (-45 % oproti roku 2010).
Od srpna 2016 už na letiště žádné komerční lety nelétají.